# Carl Bildt (1850)

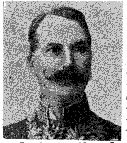
Carl Bildt

Carl Nils Daniel Bildt (Stockholm, 15 maart 1850 - ?, 26 januari 1931) was een Zweeds diplomaat en auteur. Hij was de zoon van Gillis Bildt. Carl Bildt, die gezant in Rome en tevens kenner van de stad was, kreeg er een straat naar hem vernoemd, de Via Carlo de Bildt. Hij is de auteur van het boek "Svenska minnen och märken i Rom" (Zweeds voor: "Zweedse herinneringen en sporen in Rome") (1902). Zijn verdiensten leverden hem een zetel op in de Zweedse Academie; hij nam er – als opvolger van Hans Forssell – zetel 1 in, in 1901.